# Barão da Recosta
Barão da Recosta é um título nobiliárquico criado por D. Carlos I de Portugal, por Decreto de 16 e Carta de 30 de Novembro de 1893, em favor de Maria Teresa de Faria e Melo.
Titulares
1. Maria Teresa de Faria e Melo, 1.ª Baronesa da Recosta.